# Болныря
Бо́лныря или Бо́лныро (бел. Бо́лныра, Болнара) — озеро в Полоцком районе Витебской области Белоруссии. Небольшой по глубине, но достаточно крупный по площади водоём, относящийся одновременно к бассейнам рек Со́сница (притока Западной Двины) и Свина́ (также в бассейне Западной Двины).

## Описание
Озеро Болныря (Болныро) расположено в 40 км к северо-востоку от Полоцка, в ненаселённой болотистой местности. В 4 км к северо-востоку от водоёма находятся деревни Труды и Заситница. Высота водного зеркала над уровнем моря составляет 140,2 м.
Площадь поверхности озера составляет 2,64 км², длина — 2,15 км, наибольшая ширина — 1,79 км. Длина береговой линии — 6,4 км. Наибольшая глубина — 2,9 м, средняя — 1,69 м. Объём воды в озере — 4,46 млн м³. Площадь водосбора — 64,6 км².
Котловина имеет чашеобразную форму, её склоны почти не выражены. Береговая линия относительно ровная. Берега низкие, заболоченные, поросшие лесом. Дно плоское, илистое.
Через водоём протекает река Дрожбитка, начинающаяся из озера Арлея и далее проходящая через озеро Дрогово. Дрожбитка впадает в озеро Сосно, из которой вытекает река Сосница (приток Западной Двины). Одновременно на востоке Болныри присутствует соединение с мелиорационным каналом, который сообщается с рекой Свина (приток Оболи, другого притока Западной Двины). Кроме того, на северо-западе вытекает канализованный ручей в озеро Жельцы, также относящееся к бассейну Сосницы.
Озеро эвтрофное. Ширина полосы прибрежной растительности достигает 150 м.
В воде обитают щука, лещ, окунь, плотва, густера, карась, линь.

## Исторические сведения
На лёд озера Болныря во время Великой Отечественной войны, ночью 11 апреля 1944 года, совершил свою последнюю посадку горящий самолёт Р-5 советского лётчика Александра Мамкина с эвакуируемыми детьми. Этот рейс стал последним на втором этапе операции «Звёздочка» по эвакуации советских детей из Полоцко-Лепельской партизанской зоны на Ушаччине.